# Мемоар на Изпълнителния комитет на македонските емигрантски братства в България
„Мемоар, представен на Негово Превъзходителство господин председателя на Мирната конференция и на правителствата на САЩ, Франция, Великобритания и Ирландия, Италия и Япония от Изпълнителния комитет на македонските емигрантски братства в България“ (на френски: Mémoire Présenté a Son Excellence Monsieur le Président de la Conférence de Paix et aux Gouvernements des États-Unis d'Amérique, de France, de Grande-Bretagne et Irlande, d'Italie et du Japon par le Comité Executif des Sociétés de l'Emmigration Macédonienne en Bulgarie) е документ, изпратен от Изпълнителния комитет на Съюза на македонските емигрантски организации до страните, заседаващи на Парижката мирна конференция в 1919 година.
В „Мемоара“ Изпълнителният комитет – избран в края на ноември 1918 г. в състав Иван Каранджулов, председател, Божирад Татарчев и Димитър Михайлов, подпредседатели, Георги Баждаров, Никола Стоянов, Тодор Павлов и Константин Станишев - стъпва върху принципите, залегнали в Четиринадесетте точки на Уилсън. Комитетът прави преглед на историята на Македонския въпрос - възникването му и етапите на развитието му и показва българския национален характер на проблема. Комитетът иска от името на 200 000 македонски българи, прогонени от Сърбия и Гърция и от името на цялото население на Македония силите „да съдействат Македония, цяла и неделима, да се присъедини към общото отечество - майка България“. Ако това не може да се осъществи, македонските българи отново както и друг път заявяват, че са против подялбата на Македония между Сърбия и Гърция и настояват за Самостоятелна Македония под покровителството на Великите сили.